# Geely Automobile
Geely Auto Group (Geely Automobile Holdings Limited; 吉利汽車T, 吉利汽车S, Jílì QìchēP) (SEHK: 0175) è un produttore di automobili cinese fondato nel 1997 e con sede a Hangzhou, nel Zhejiang. Con 12 impianti produttivi e più di 50.000 dipendenti è tra i principali produttori privati di auto in Cina insieme a BYD Auto, Chery Automobile e Great Wall. Dal 2005 il titolo è quotato alla Borsa di Hong Kong con una capitalizzazione di mercato di circa 30 miliardi di dollari (dicembre 2017). Dal febbraio 2017 è un componente dell'Indice Hang Seng.
Geely Auto Group opera con due marchi differenti: Geely  per il segmento mass e Lynk & Co (in joint venture con Volvo) per il segmento premium. La società madre è la Geely Holding Group (吉利控股集團T, 吉利控股集团S, Jílì Kònggǔ JítuánP) che ha cominciato la sua attività nel 1986 a Taizhou nella provincia di Zhejiang.
Possiede il produttore svedese di autovetture Volvo Cars, la londinese London Electric Vehicle Company, il 49,9% della casa automobilistica malese Proton Holdings, il 51% della britannica Lotus Cars. Dal dicembre 2017 è il maggiore azionista di Volvo Group con l'8,2% del capitale, dal febbraio 2018 è il maggior azionista della Daimler con il 9,69% mentre a fine settembre 2022 annuncia di aver acquisito il 7,60 % del capitale azionario ordinario di Aston Martin.

## Storia

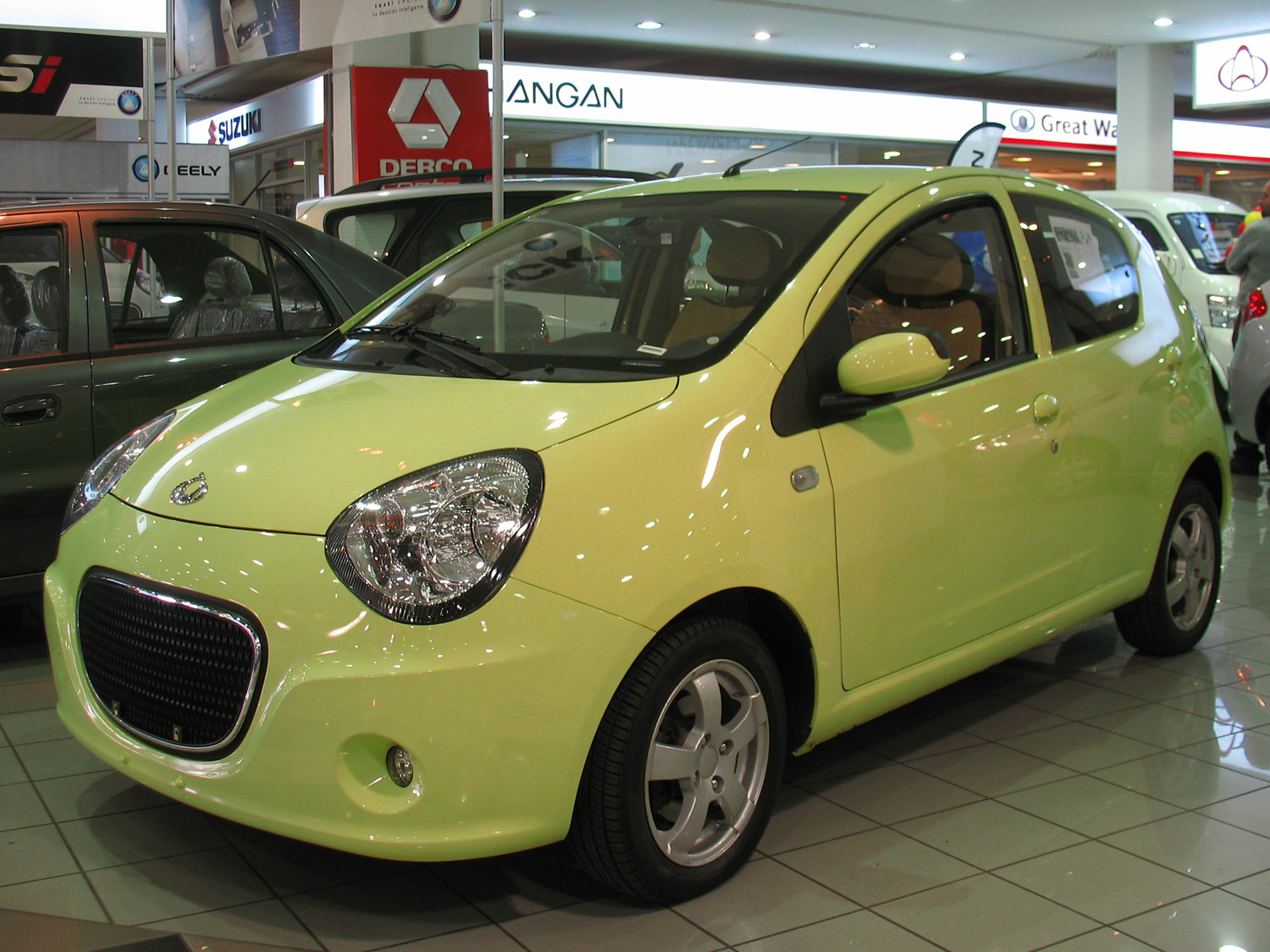
La Geely LC (2011)

Nel 1986 Li Shufu, laurea in ingegneria alla Yan Shan University, fonda a Taizhou con i soldi presi in prestito dalla famiglia un'azienda che produce frigoriferi e la chiama Geely che in mandarino significa "fortunato". Dopo l'acquisto di un'impresa fallimentare gestita dallo stato, a metà degli anni novanta Geely inizia a fabbricare motocicli e fonda la Geely Motorcycle. Nel 1998 comincia a produrre anche piccoli furgoni e un anno più tardi ottiene l'approvazione statale per la produzione di automobili che inizia nel 2002. Nel 2004 Geely Auto è quotata alla Borsa di Hong Kong e si presenta con uno stand al Salone dell'automobile di Francoforte del 2005 e poi nel 2006 anche al Salone dell'auto di Detroit.
Nel 2007 crea una joint venture con Manganese Bronze, il produttore britannico di London Black Cabs. Sei anni più tardi, nel 2013, acquisisce Manganese Bronze Holdings, operando inizialmente come The London Taxi Company (LTI) e successivamente come London Electric Vehicle Company. In joint venture con Shanghai LTI Automobile Components Co Ltd realizza a Fengjing, nei pressi di Shanghai, il TX4, un London Black Cab autorizzato. Saranno poi esportati kit completi per il montaggio nel Regno Unito.
Nel 2008 Geely avvia i contatti con Ford per una possibile acquisizione di Volvo Cars. L'accordo è raggiunto nel marzo 2010 e completato all'inizio di agosto. Quell'anno le vendite totali di oltre 415.000 unità danno all'azienda una quota di mercato inferiore al 2%. Alla fine del 2012 inizia a vendere nel Regno Unito auto progettate e costruite in Cina, il primo modello è Emgrand EC7.
Nel 2009 Geely acquista la Drivetrain Systems International Pty Ltd, un produttore di trasmissioni globali con sede in Australia.
Nel 2013 rileva la londinese London Electric Vehicle Company. Nel maggio 2017 acquisisce il 49,9% del capitale della casa automobilistica malese Proton Holdings per facilitare la crescita delle esportazioni nei mercati con la guida a destra e il 51% della casa automobilistica sportiva inglese Lotus Cars che è nel portafoglio della Proton. Sempre nel 2017, in novembre, rileva anche Terrafugia, una start up americana fondata nel 2006 da un gruppo di laureati al MIT e con sede nel Massachusetts che progetta "macchine volanti", cioè aerei che possono ripiegare le ali e viaggiare per strada. Un mese più tardi, nel dicembre 2017, investe 3,25 miliardi di euro nella società svedese di autocarri e costruzioni Volvo Group, ex società madre di Volvo Cars. Diventandone il singolo maggior azionista con l'8,2% del capitale e il 15,6% dei diritti di voto.
Nel 2016 la Zhejiang Geely Holding Group acquisisce la maggioranza della Zhejiang Qianjiang Motorcycle Group Co-Qianjiang Motorcycles, uno dei più grandi produttori di motociclette in Cina che possiede diversi marchi rinomati, tra cui l'italiana Benelli. Sono anche noti per la loro tecnologia batteria al litio. Nel 2017 lancia la produzione del LEVC TX, primo taxi londinese di tipo ibrido ricaricabile assemblato nel nuovo stabilimento LEVC di Ansty (Coventry). Il 23 febbraio 2018 acquista per 7.3 miliardi di euro il 9,69% della Daimler AG, diventandone il maggiore azionista davanti al fondo sovrano del Kuwait (6,8%), BlackRock (6%), l'alleanza Renault-Nissan-Mitsubishi (3,1%). Nel marzo 2019 Geely acquista il 50% della Smart da Daimler creando una joint venture paritetica con il costruttore tedesco.

## Impianti
Con sede a Hangzhou, Zhejiang, Geely ha impianti di produzione a Lanzhou, Gansu (completato nel 2006 e poi ampliato nel 2010); Xiangtan, Hunan; Jinan, provincia di Shandong;  Linhai, Luqiao e Ningbo  nel Zhejiang.
A partire dal 2011 due impianti di produzione Volvo sono stati progettati a Daqing e Chengdu. Almeno quattro fabbriche estere assemblano i modelli Geely: in Indonesia (parte della sua produzione è stata in seguito importata in Cina), Sri Lanka (in collaborazione con Micro Cars), Malesia, Russia (l'assemblaggio è controllato dall'azienda locale Derways), Ucraina.